# Oxytettigella viridinervis
Oxytettigella viridinervis är en insektsart som beskrevs av Carl Ludwig Kirschbaum 1868. Oxytettigella viridinervis ingår i släktet Oxytettigella och familjen dvärgstritar. Inga underarter finns listade i Catalogue of Life.